# 노브고로드주
노브고로드주(러시아어: Новгоро́дская о́бласть 노브고로드스카야 오블라스티[*])는 러시아의 연방주체(주)이다. 그것의 행정중심은 벨리키노브고로드의 도시이다. 벨리키노브고로드와 스타라야루사를 포함한 가장 오래된 러시아 도시 중 일부는 주에 위치해 있다. 벨리키 노브고로드와 주변의 역사적 기념물은 유네스코 세계문화유산으로 선포되었다. 인구: 583,387명(2021년 인구 조사).

## 지리
레닌그라드주(NW, N), 볼로그다주(E), 트베리주(SE, S), 프스코프주(SW)와 접해 있다.
서쪽 지역은 일멘호가 위치해 있다. 최고점은 리조하봉 (296 m)이다.

### 시간대
모스크바 시간 (MSK/MSD)에 접해 있다. UTC와의 시차는 +0300 (MSK)/+0400 (MSD)이다.

## 행정 구역

### 군
- 바테츠키군
- 보로비치스키군
- 추도프스키군
- 데먄스키군
- 홀름스키군
- 흐보이닌스키군
- 크레스테츠키군
- 류비틴스키군
- 말로비셰르스키군
- 마료프스키군
- 모셴스코이군
- 노브고로츠키군
- 오쿨로프스키군
- 파르핀스키군
- 페스토프스키군
- 포도르스키군
- 심스키군
- 솔레츠키군
- 스타로루스키군
- 발다이스키군
- 볼로토프스키군

## 인구
| 연도                | 인구      | ±%     |
| ------------------- | --------- | ------ |
| 1897                | 1,367,022 | —      |
| 1926                | 1,050,604 | −23.1% |
| 1959                | 736,529   | −29.9% |
| 1970                | 721,471   | −2.0%  |
| 1979                | 721,790   | +0.0%  |
| 1989                | 753,054   | +4.3%  |
| 2002                | 694,355   | −7.8%  |
| 2010                | 634,111   | −8.7%  |
| 2021                | 583,387   | −8.0%  |
| Source: Census data |           |        |

## 출신 인물
- 라흐마니노프